# Comté de Newell
Le Comté de Newell (anglais : Newell County) est un district municipal de 6,786 habitants en 2011, situé dans la province d'Alberta, au Canada.

## Communautés et localités
Cités
- Brooks

Bourgs
- Bassano

Villages
- Duchess
- Rosemary

Hameaux
- Bow City
- Cassils
- Gem
- Lake Newell Resort
- Patricia
- Rainier
- Rolling Hills
- Scandia
- Tilley

Localités
- Bantry
- Campbell
- Control
- Countess
- Denhart
- Fieldholme
- Granta
- Hants
- Kinbrook
- Kininvie
- Kitsim
- Lathom
- Mallow
- Matzhiwin
- Millicent
- Princess
- Redelback
- Southesk
- Steveville
- Verger

## Démographie
| 2011  | 2016  |
| ----- | ----- |
| 7 138 | 7 524 |